# Mátyás Seiber
Mátyás Seiber (hongarès: Seiber Mátyás)  (Budapest, 4 de maig de 1905 - Ciutat del Cap, 24 de setembre de 1960) Mátyás György Seiber, va ser un compositor hongarès britànic.

## Biografia
Seiber va estudiar a l'Acadèmia de Música de Budapest amb Zoltán Kodály i després va treballar a l'orquestra de ball d'un transatlàntic, de manera que va tenir l'oportunitat d'escoltar jazz i participar en jam sessions a la ciutat de Nova York. El 1927 se li va negar el primer premi en un concurs a Budapest per la seva Serenata per a sextet de vent, després de la qual cosa Béla Bartók va abandonar el jurat. Des de 1928 va dirigir el Dr. Conservatori Hoch de Frankfurt va acollir la primera classe de jazz del món. El semestre d'hivern de 1928/29 es van inscriure 19 estudiants, amb els quals va fer un concert públic el 3 de març de 1929, que va ser retransmès per Radio Frankfurt. Un altre concert l'any 1929 també va ser recollit per altres emissores. Seiber també va treballar com a músic a la "Schauspielhaus Frankfurt", on va organitzar i dirigir l'opereta de jazz Jim und Jill.
Després del traspàs del poder als nacionalsocialistes, es va tancar la classe de jazz, entre els seus alumnes Eugen Henkel i Dietrich Schulz-Köhn; Seiber va ser destituït com a jueu sota la llei per a la restauració de la funció pública professional. El 1935 va haver d'emigrar a Gran Bretanya, on va rebre la ciutadania el 1936 i a partir del 1942 va treballar com a professor de composició a l'institut d'educació d'adults del "Londres Morley College". Entre els seus estudiants hi havia Peter Racine Fricker, John Mayer, Don Banks, Anthony Gilbert, Peter Schat, Anthony Milner i Hugh Wood.
Immediatament després de la Segona Guerra Mundial, va ser una de les personalitats més influents de la "International Society for New Music" (ISCM): des de 1958 fins a la seva mort, va ser membre del Consell Presidencial de l'ISCM (darrerament com a 1r Vicepresident). També va ser membre del jurat a les Jornades Mundials de la Música ISCM el 1953, 1955 i 1958 i també va ser representat com a compositor als festivals de 1941, 1949, 1951, 1954, 1955, 1957 i 1961.
Seiber va ser influenciat pel jazz i la música de Béla Bartók i Arnold Schönberg. El seu extens treball compositiu inclou música per a pel·lícules i obres de ràdio, obres orquestrals, música de cambra, obres per a piano, composicions vocals, cinc música incidental, un ballet i una suite per a orquestra. Una de les seves obres més conegudes és la cantata Ulisses de 1950, que es va inspirar en la novel·la homònima de James Joyce. Juntament amb John Dankworth va escriure la tercera composició Improvisations per a banda de jazz i orquestra.